# Lacaton et Vassal
L'agence Lacaton et Vassal est une agence d'architecture formée par l'association d'Anne Lacaton et de Jean-Philippe Vassal en 1987.
Les deux associés sont les lauréats du prix Pritzker en 2021.

## Biographie

### Anne Lacaton
Anne Lacaton est née le 2 août 1955 à Saint-Pardoux-la-Rivière en Dordogne.
Diplômée de l’École nationale supérieure d'architecture de Bordeaux en 1980, elle complète son cursus par un DESS d’urbaniste à l'université Bordeaux III en 1984.
De 1982 à 1988, elle travaille en tant que chargée d’étude et architecte pour le laboratoire et l’atelier pédagogique d’Arc en rêve centre d’architecture à Bordeaux.
Elle est professeur à l'École polytechnique fédérale de Zurich depuis 2017.

### Jean-Philippe Vassal
Jean-Philippe Vassal est né le 22 février 1954 à Casablanca au Maroc.
Diplômé de l’École nationale supérieure d'architecture de Bordeaux en 1980, il travaille comme architecte-urbaniste en Afrique de l'Ouest (Niger) de 1980 à 1985.
Il est professeur à l'Université des arts de Berlin depuis 2012.

## Association
Anne Lacaton et Jean-Philippe Vassal s'associent en 1987 et créent l'agence Lacaton et Vassal.

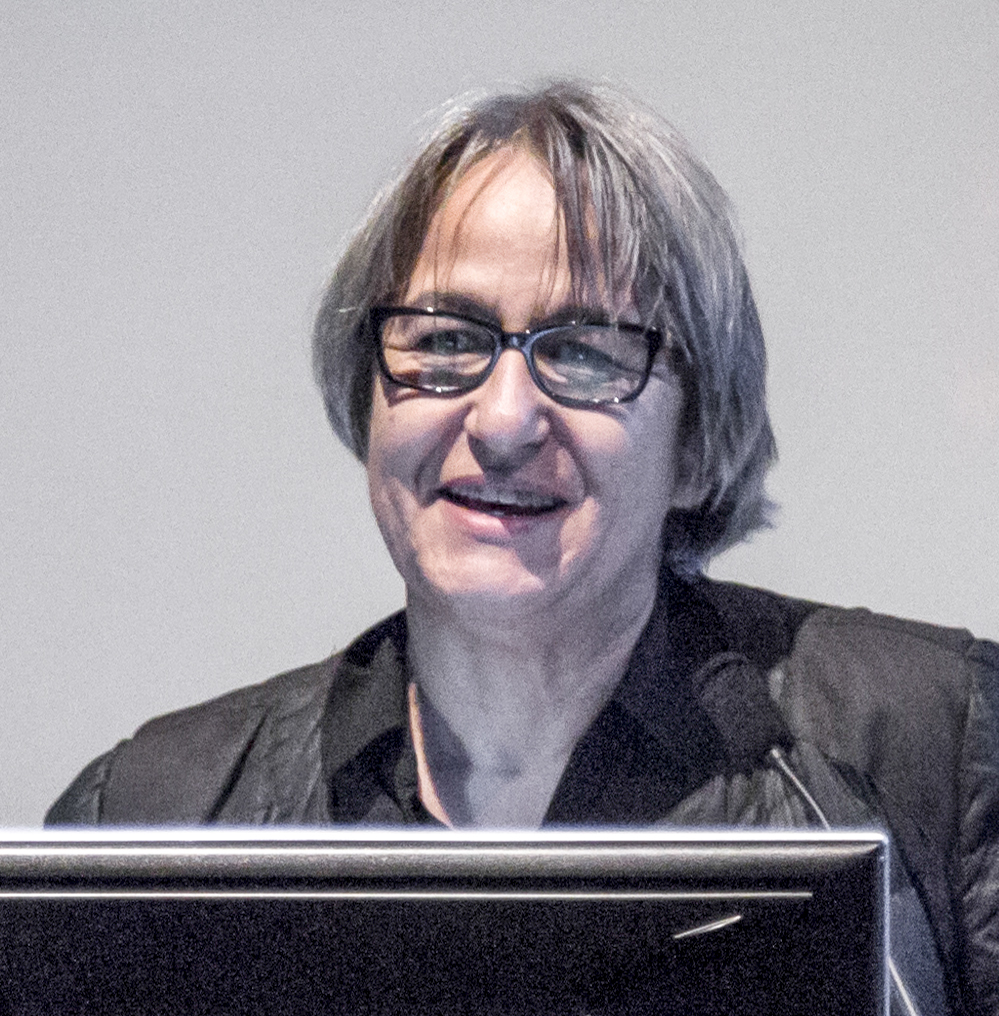
Anne Lacaton.
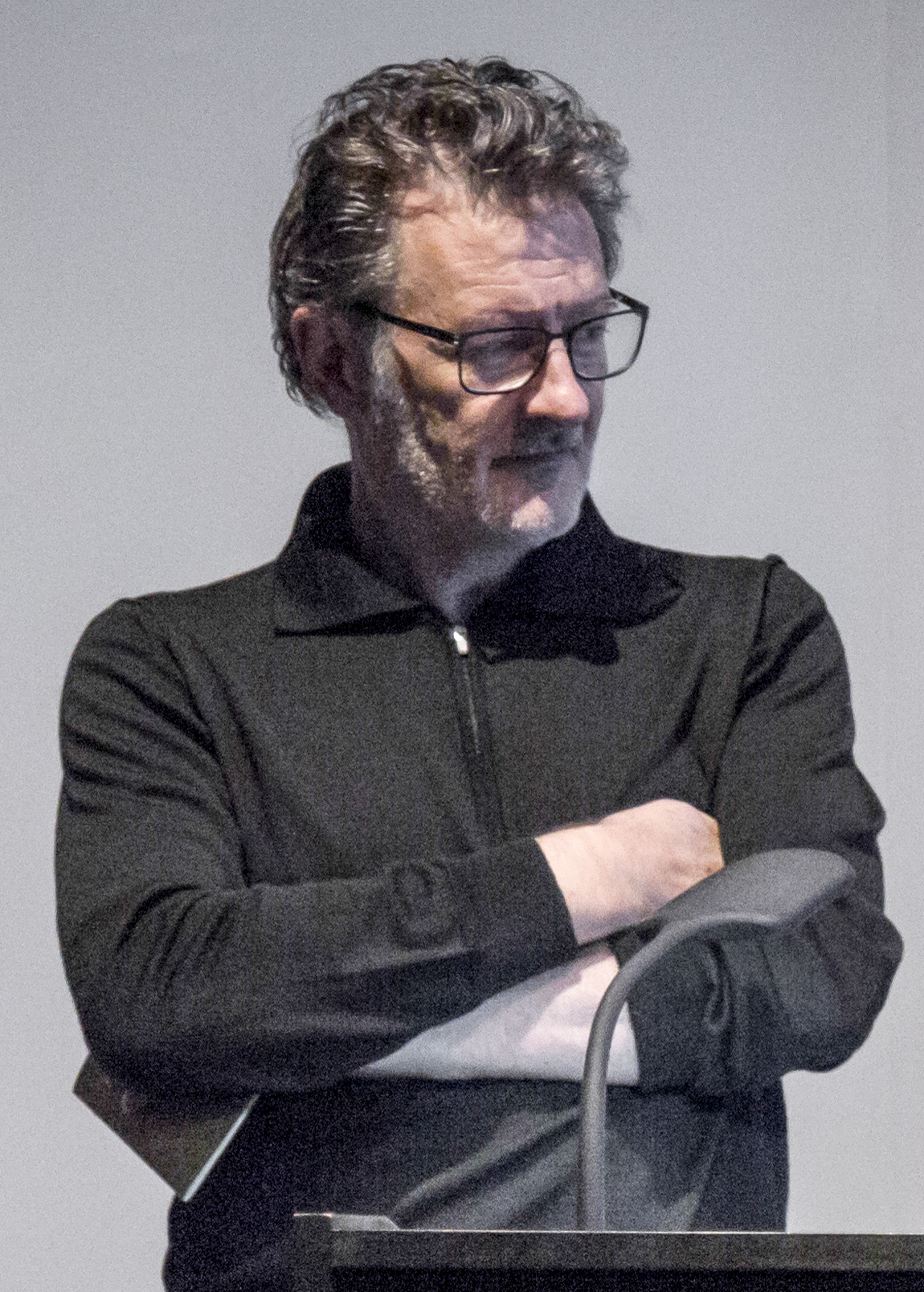
Jean-Philippe Vassal.

## Réalisations et démarches
La maison Latapie qu’ils réalisent en 1993 à Floirac, en Gironde, ainsi que leurs premières réalisations à l’université de Grenoble, apparaissent tels des laboratoires de leurs convictions architecturales.
Dès leurs premiers travaux, ils se font remarquer en exploitant des techniques issues de l’industrie ou de l’agriculture, à la fois minimale et économique.
Anne Lacaton et Jean-Philippe Vassal font notamment évoluer l'image du logement social avec la Cité manifesteà Mulhouse où il s'agit de libérer des normes (grands volumes décloisonnés, jardins d'hiver, aménagements personnalisables). Cette œuvre s’est d’ailleurs vue attribuer le label national Architecture contemporaine remarquable en juillet 2015.
Particulièrement sensibles à la vie et à l'âme des lieux qu'ils investissent, Anne Lacaton et Jean-Philippe Vassal se revendiquent comme des architectes dont le dessein n'est pas de fabriquer des objets architecturaux sophistiqués. Ils ont pour philosophie de travailler sur l'économie des moyens mais ne tombent cependant pas dans une architecture standardisée, vide de sens. Bien au contraire, ils estiment que concevoir en étant attentif aux coûts, aux moyens, permet de « stimuler l'intelligence (…) et de faire le plus possible avec le moins possible. »
Nommés pour l'Équerre d'argent du Moniteur en 1996 pour l'université Pierre-Mendès-France de Grenoble, nommés en 1997 pour le Ve prix de l'Union européenne pour l'architecture contemporaine Mies-van-der-Rohe à Barcelone, ils reçoivent le grand prix national de l'architecture Jeune Talent, du ministère de la Culture, en 1999 ; presque dix ans plus tard, Anne Lacaton et Jean-Philippe Vassal sont lauréats du grand prix national de l'architecture 2008, prix remis le 2 juillet au ministère de la Culture à Paris.
À la fin de l'année 2009, le plasticien français Xavier Veilhan les intègre dans la série Les Architectes, présentée dans les jardins du château de Versailles. Les statues d'A. Lacaton et J.-P. Vassal sont ainsi présentées aux côtés de celles de Claude Parent, Norman Foster ou encore Renzo Piano.
Le 23 juin 2010, le ministère de la culture et de la communication retient le duo d'architectes pour la maîtrise d'œuvre de l'aménagement des friches[Où ?] du palais de Tokyo à Paris. Ils avaient déjà présidé à la réhabilitation d'une partie de l'aile ouest de ce bâtiment consacré à la création contemporaine.
En novembre 2011, Frédéric Druot, Anne Lacaton et Jean-Philippe Vassal remportent le prix de l'Équerre d'argent pour la réhabilitation de la tour Bois-le-Prêtre à Paris,. En 2018, le Global Award for Sustainable Architecture récompense leur démarche durable de valorisation du bâti, favorisant l’appropriabilité par les habitants.
En mars 2021, Anne Lacaton et Jean-Philippe Vassal sont lauréats du prix Pritzker pour l'ensemble de leur travail,.

## Projets réalisés
- Maison Latapie, Floirac (1993)
- Centre de jour pour post-adolescents, Bègles (1994)
- Musée archéologique de Saintes (1995)
- Place Aucoc, Bordeaux (1996)
- Université Pierre-Mendès-France, UFR arts et sciences humaines, Grenoble (première tranche, 1995 / deuxième tranche, 2001)
- Maison en Dordogne (1997)
- Maison à Lège-Cap-Ferret (1998)
- Maison à Coutras (2000)
- Site de création contemporaine dans le Palais de Tokyo, Paris (2001)
- Café Una de l’Architekturzentrum, Vienne (Autriche, 2001)
- Bureaux, Nantes (2001)
- Immeubles d’habitations collectives, Floirac (études en cours, 2003)
- Habitations, Cité manifeste Pierre Zemp à Mulhouse (2005), labellisées « Architecture contemporaine remarquable » en 2022[9]
- Maison, Keremma (2005)
- Pôle universitaire de sciences de gestion, Bordeaux (2006)
- Cave Castelmaure, Embres-et-Castelmaure (2007)
- Hall d'exposition, Paris Nord Villepinte (2007)
- École d'architecture de Nantes (2009)
- Transformation de la tour Bois-le-Prêtre, Paris (2009) ; Équerre d'argent 2011
- Aménagement des friches du Palais de Tokyo, Paris (2012)
- FRAC Nord-Pas-de-Calais, Dunkerque (2013)
- Le Grand Sud, salle de spectacle polyvalente, Lille (2013)
- GHI-Quartier du Grand Parc : régénération de trois tours vouées à la démolition : transformation de 530 logements, Bordeaux (2016)[10].
- Construction de logements sociaux et écologiques, Chalon-sur-Saône (2016)

## Prix
- Grand Prix national de l'architecture Jeune Talent, 1999[2]
- Grand Prix national de l'architecture, 2008[2]
- Prix de l'Équerre d'argent, 2011 (avec Frédéric Druot, pour la transformation de la Tour Bois-le-Prêtre, Paris)[11],[5]
- Grande Médaille d'Or de l'Académie d'Architecture, 2016[12]
- Global Award for Sustainable Architecture, 2018 (avec Frédéric Druot)[13]
- Prix Pritzker, 2021[1],[8]